# دانيال زاراجوزا
دانيال زاراجوزا (بالإسبانية: Daniel Zaragoza)‏ مواليد 11 ديسمبر 1957 في مدينة مكسيكو، هو ملاكم مكسيكي يصنف ضمن فئة وزن الديك. حقق بطولة المجلس العالمي للملاكمة. شارك في دورة الألعاب الأولمبية الصيفية سنة 1980.

## إحصائيات
خاض خلال مسيرته 66 نزالا، فاز في 55 وتعادل في 3 وخسر في 8. فاز بالضربة القاضية في 28 نزالا.

## روابط خارجية
- دانيال زاراجوزا على موقع بوكس ريك (الإنجليزية) (registration required)
- دانيال زاراجوزا على موقع أوليمبيديا (الإنجليزية)